# تل الولاية
تل الولاية هو موقع أثري يقع في محافظة واسط شرقي العراق، دُمر الموقع بالكامل بسبب عمليات السرقة والنهب التي تعرض لها الموقع، يقع على بعد 20 كم جنوب غرب مدينة الكوت و 6 كيلومترات جنوب غرب تلول البقرات.

## الموقع والشكل
يقع التل جنوب ناحية الحسينية والطريق المؤدي إلى الموقع كثير التعرجات جزء قليل منه معبد والقسم الأخر ترابي ويكون أحياناً على حافات مبازل وقنوات.
شكل التل بيضوي فيه استطالة من الشرق الى الغرب مساحته 340 دونم، وارتفاع أعلى قمة فيه 5.4 متر عن مستوى السهل المجاور والى الجنوب من تل الولاية مرتفع من الأرض لا يتجاوز ارتفاعه 5.2 متر، ومساحته 12 دونم، سمي بتل الولاية والذي يعتبر امتداداً لتل الولاية يفصل بينهما في الوقت الحاضر مبزل ماء، ويجاوره عدد من المواقع الأثرية، من جهة الشمال منه تل بسماية وتل كرين ويص وإلى الجنوب تل أرغيلة والأخضر وايوخي 3.

## التاريخ
يعود تاريخ الموقع إلى الفترتين الأكدية وأور الثالثة. عمل علماء الآثار العراقيون في الموقع عام 1958 وعثروا على 16 لوحًا مسماريًا متحللًا كليًا وجزئيًا من الفترتين الأكدية القديمة وأور الثانية، كما عثر على اثنين من الأختام القديمة من الطين الأكدي، وتمثال عاجي وقطعتين من طوب أور الثالث، من شو سين وشولجي، وعثر على قصر في الركن الشمالي الغربي من التل. وبسبب عمليات النهب التي طالت الآثار العراقية أجرى مجلس الدولة العراقي للآثار والتراث حفريات في عامي 1999 و2000 وعثر على خمسة ألواح مسمارية قديمة من الفترة الأكدية.